# Europska prvenstva u atletici
| Natjecanje   | Grad       | Država                       | Nadnevak                 | Stadion                         |
| ------------ | ---------- | ---------------------------- | ------------------------ | ------------------------------- |
| EP 1934.     | Torino     | Italija                      | 7. – 9. rujna            | Olimpijski stadion u Torinu     |
| EP 1938. (M) | Pariz      | Francuska                    | 3. – 5. rujna            | Stade Olympique Yves-du-Manoir  |
| EP 1938. (Ž) | Beč        | Austrija                     | 17. – 18. rujna          | Ernst-Happel-Stadion            |
| EP 1946.     | Oslo       | Norveška                     | 23. – 25. kolovoza       | Bislett Stadion                 |
| EP 1950.     | Bruxelles  | Belgija                      | 23. – 27. kolovoza       | Stadion Heysel/Heizel           |
| EP 1954.     | Bern       | Švicarska                    | 25. – 29. kolovoza       | Stadion Neufeld                 |
| EP 1958.     | Stockholm  | Švedska                      | 19. – 24. kolovoza       | Stockholm stadion               |
| EP 1962.     | Beograd    | Jugoslavija (danas Srbija)   | 12. – 16. rujna          | Stadion JNA                     |
| EP 1966.     | Budimpešta | Mađarska                     | 30. kolovoza – 4. rujna  | Népstadion                      |
| EP 1969.     | Atena      | Grčka                        | 16. – 21. rujna          | Stadion Karaiskakis             |
| EP 1971.     | Helsinki   | Finska                       | 10. – 15. kolovoza 1971. | Olimpijski stadion u Helsinkiju |
| EP 1974.     | Rim        | Italija                      | 1. – 8. rujna            | Stadio Olimpico                 |
| EP 1978.     | Prag       | Čehoslovačka (danas Češka)   | 29. kolovoza – 3. rujna  | Stadion Evžena Rošického        |
| EP 1982.     | Atena      | Grčka                        | 6. – 12. rujna           | Olimpijski stadion u Ateni      |
| EP 1986.     | Stuttgart  | Njemačka                     | 26. – 31. kolovoza       | Gottlieb-Daimler-Stadion        |
| EP 1990.     | Split      | Jugoslavija (danas Hrvatska) | 27. kolovoza – 1. rujna  | Gradski stadion u Poljudu       |
| EP 1994.     | Helsinki   | Finska                       | 9. – 14. kolovoza        | Olimpijski stadion u Helsinkiju |
| EP 1998.     | Budimpešta | Mađarska                     | 18. – 23. kolovoza       | Népstadion                      |
| EP 2002.     | München    | Njemačka                     | 6. – 11. kolovoza        | Olimpijski stadion u Münchenu   |
| EP 2006.     | Göteborg   | Švedska                      | 6. – 13. kolovoza        | Ullevi                          |
| EP 2010.     | Barcelona  | Španjolska                   | 27. srpnja – 1. kolovoza | Estadi Olímpic Lluís Companys   |
| EP 2012.     | Helsinki   | Finska                       | 27. lipnja – 1. srpnja   | Olimpijski stadion u Helsinkiju |
| EP 2014.     | Zürich     | Švicarska                    | 12. – 17. kolovoza       | Letzigrund                      |
| EP 2016.     | Amsterdam  | Nizozemska                   | 6. – 10. srpnja          | Olimpijski stadion u Amsterdamu |
| EP 2018.     | Berlin     | Njemačka                     | 7. – 12. kolovoza        | Olimpijski stadion u Berlinu    |
| EP 2020.     | Pariz      | Francuska                    | 26. – 30. kolovoza       | Stadion Sébastien Charléty      |
| EP 2022.     | München    | Njemačka                     | 15. - 21. kolovoza       | Olimpijski stadion u Münchenu   |
| EP 2024.     | Rim        | Italija                      | 7. – 12. lipnja          | Stadio Olimpico                 |

## Vanjske poveznice
- (engl.) Europska atletska asocijacija (EAA)
- (engl.) Povijest
- (engl.) Statistika europskih atletskih rekorda